# Macroderma gigas
Macroderma gigas là một loài động vật có vú trong họ Dơi ma, bộ Dơi. Loài này được Dobson mô tả năm 1880.

## Hình ảnh

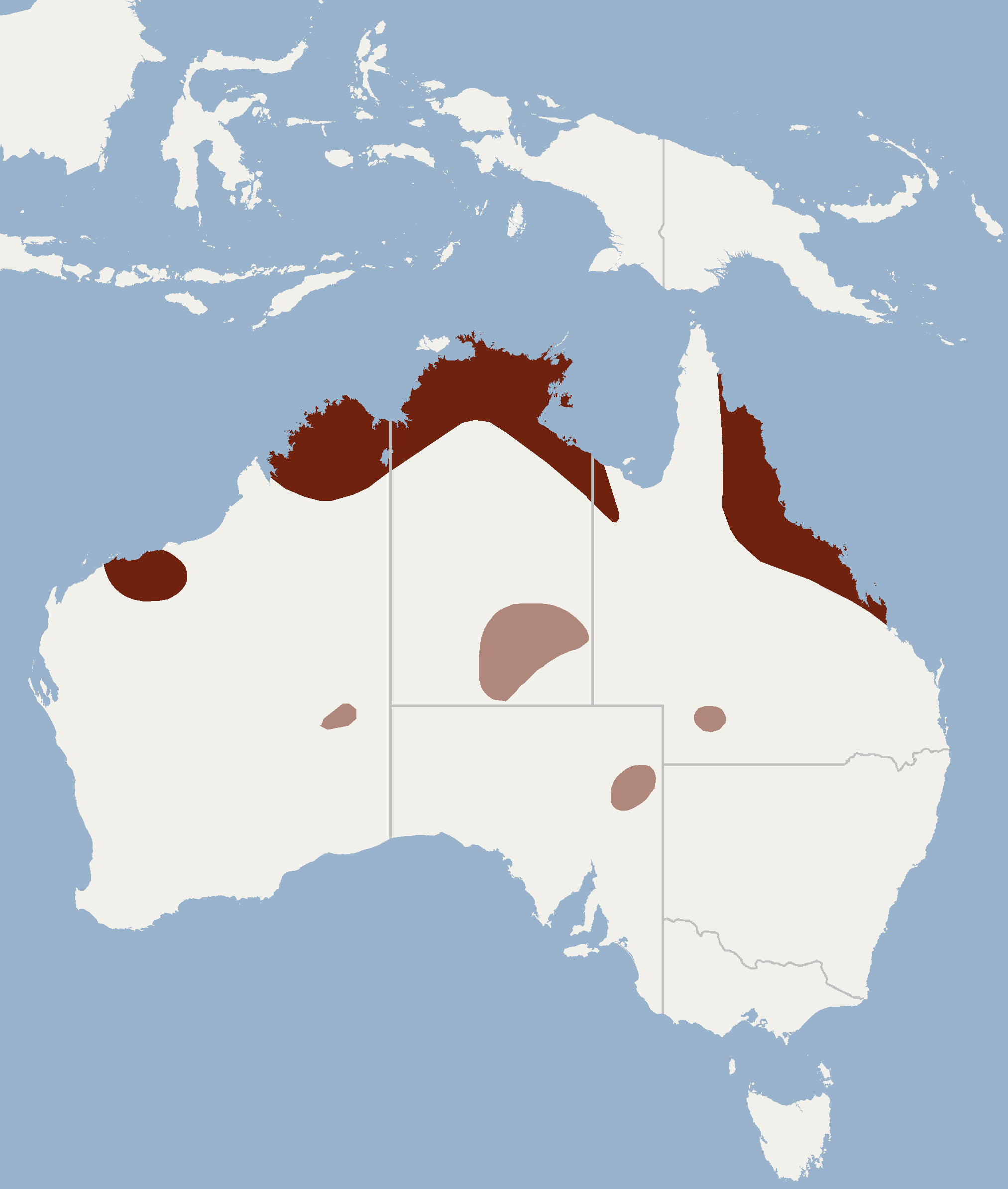